# Cyrtulus
Cyrtulus is een geslacht van weekdieren uit de klasse van de Gastropoda (slakken).

## Soorten
- Cyrtulus bountyi (Rehder & B. R. Wilson, 1975)
- Cyrtulus galatheae (A. W. B. Powell, 1967)
- Cyrtulus genticus (Iredale, 1936)
- Cyrtulus kilburni (Hadorn, 1999)
- Cyrtulus mauiensis (P. Callomon & M. A. Snyder, 2006)
- Cyrtulus serotinus Hinds, 1843
- Cyrtulus similis (Baird, 1873)
- Cyrtulus undatus (Gmelin, 1791)